# Smittia nigrita
Smittia nigrita är en tvåvingeart som först beskrevs av Maurice Emile Marie Goetghebuer 1939.  Smittia nigrita ingår i släktet Smittia och familjen fjädermyggor.
Artens utbredningsområde är Belgien. Inga underarter finns listade i Catalogue of Life.